# 灰卷蛾属
灰卷蛾属（学名：Pseudeulia）是卷蛾科下的一个属。

## 下属物种
本属包括以下物种：
- 亚灰卷蛾 Pseudeulia asinana (Hübner, 1799)